# تحمل مناعي مركزي
التحمل المركزي (بالإنجليزية: Central tolerance)‏، المعروف أيضًا باسم الانتقاء السلبي، هو عملية القضاء على الخلايا اللمفاوية البائية أو التائية التي تشكل استجابة تجاه الذات. من خلال القضاء على الخلايا اللمفاوية التي تشكل استجابة تجاه الذات، يضمن التحمل أن جهاز المناعة لن يهاجم الببتيدات الذاتية. يتطور نضج الخلايا اللمفاوية (والتحمل المركزي) في الأعضاء اللمفية الأولية مثل نخاع العظم والغدة الزعترية. في الثدييات، تنضج الخلايا البائية في نخاع العظام وتنضج الخلايا التائية في الغدة الزعترية.
التحمل المركزي ليس كاملًا، لذا يوجد التحمل المحيطي كآلية ثانوية لضمان أن الخلايا البائية والتائية لن تتفاعل تجاه الذات بمجرد مغادرتها الأعضاء اللمفية الأولية. يختلف التحمل المحيطي عن التحمل المركزي في أنه يحدث بمجرد خروج الخلايا المناعية قيد النضج من الأعضاء اللمفاوية الأولية (الغدة الزعترية ونخاع العظام) قبل انتقالها إلى المحيط.

## وظيفة التحمل المركزي
يُعتبر التحمل المركزي جوهريًا لعمل الخلايا المناعية بالشكل السليم إذ يضمن عدم تعرف الخلايا البائية والتائية الناضجة على المستضدات الذاتية على أنها ميكروبات أجنبية. وبشكل أكثر تحديدًا، يعد التحمل المركزي ضروريًا لأن الخلايا تصنع مستقبلات الخلايا التائية ومستقبلات الخلايا البائية من خلال إعادة الترتيب الجسمي العشوائي. تعد هذه العملية، المعروفة أيضًا باسم التأشيب الجسمي، ضرورية لأنها تزيد من درجة التنوع في المستقبلات مما يزيد من احتمالية احتواء الخلايا البائية أو التائية على مستقبلات لمولدات الضد الجديدة. يحدث التنوع الوصلي خلال إعادة الترتيب ويعمل على زيادة مستوى التنوع في مستقبلات الخلايا البائية والتائية. يعد إنتاج مستقبلات الخلايا البائية والتائية العشوائي وسيلة مهمة للدفاع ضد الميكروبات وذلك بسبب معدل طفراتها العالي. تلعب هذه العملية أيضًا دورًا مهمًا في تعزيز بقاء النوع لأنه سيكون هناك مجموعة متنوعة من إعادة ترتيب المستقبلات داخل النوع مما يعني أن هناك فرصة كبيرة جدًا لوجود عضو واحد على الأقل من النوع لديه مستقبلات لمولد ضد جديد. 
في حين أن عملية إعادة الترتيب الجسمي العشوائي ضرورية لنجاح الدفاع المناعي، لكنها يمكن أن تؤدي هي أيضًا إلى استجابة مناعية ذاتية. على سبيل المثال، رُبط نقص الجين المسؤول عن تركيب الإنزيمات الضرورية لإعادة الترتيب الجسمي أو RAG1/2 بتطور الإصابة بقلة الكريات إذ يُنتج أجسام مضادة تهاجم كريات الدم لدى المريض. نظرًا لطبيعة إعادة التركيب العشوائي للمستقبلات، سيكون هناك بعض مستقبلات الخلايا التائية والبائية المنتجة التي تتعرف على المستضدات الذاتية على أنها أجنبية. هذا يمثل مشكلة لأن هذه الخلايا البائية والتائية، في حال تفعيلها، ستفعل هجوم من جهاز المناعة ضد الذات في حال لم يتم القضاء عليها أو تعطيلها بواسطة آليات التحمل المركزي. لذلك، وبدون التحمل المناعي المركزي، قد يهاجم جهاز المناعة الذات وهو أمر غير مستدام ومن شأنه أن يؤدي إلى الإصابة بأمراض المناعة الذاتية. 